# Stella Angelini
Stella Angelini (Cento, 22 febbraio 1922 – Roma, 6 giugno 1995) è stata una pittrice e scultrice italiana.

## Biografia
Ha lavorato incessantemente dagli anni '50 a olio su tela - all'inizio sotto la direzione del maestro Otello Mombelli – pittore bolognese dei primi del '900. 
Dal 1960 fino agli anni '70 lavorò a Bologna tenendo, fra l'altro, un Galleria d'Arte stabile nella centralissima Via dei Musei chiamata La Tavolozza.
Si spostò poi a Roma dove rimase fino alla sua morte e dove lavorò costantemente, ma tenendo comunque sue mostre personali in varie località: da Milano a Portovenere, a Bormio, a Capri e molte altre, ricevendo sempre diplomi e onorificenze.

## Tecniche - attività
- Sperimentato con successo varie tecniche di lavoro, in particolare la pittura su foglia oro, che ha utilizzato anche in dipinti su commissione sia per chiese che per saloni privati.
- Abile restauratrice, ha lavorato per varie chiese.

## Onorificenze
Ma l'onorificenza più alta per la sua opera l'ha ricevuta dal Presidente della Repubblica Giovanni Leone che nel dicembre 1972 le conferì la medaglia di Cavaliere dell'ordine “Al merito della Repubblica Italiana” per i lavori eseguiti nel Sacrario dei caduti di Marzabotto, due grandi affreschi murali in foglia oro e otto statue in lamina di bronzo.

## Altre opere importanti
- 2 pale d'altare alla chiesa di Ravenna;
- 4 bassorilievi alla chiesa di S.Pietro in Vasto;
- 1 statua al Sacrario dei caduti d'Oltremare - Bari.